# Ngọc Trinh (người mẫu)
Trần Thị Ngọc Trinh (sinh ngày 27 tháng 9 năm 1989), thường được biết đến với nghệ danh Ngọc Trinh, là một nữ người mẫu, diễn viên kiêm doanh nhân người Việt Nam. Được mệnh danh là "nữ hoàng nội y" và được biết đến thông qua những tranh cãi về đời tư sau khi nổi tiếng, cô thường được đánh giá là một nhân vật nổi tiếng không nhờ tài năng ở những năm đầu sự nghiệp của mình.

## Tiểu sử
Trinh sinh ngày 27 tháng 9 năm 1989 tại thị trấn Tiểu Cần, tỉnh Trà Vinh trong gia đình theo Công giáo. Trinh là con gái út trong gia đình có 4 anh chị em. Mẹ của Trinh qua đời do bệnh ở giai đoạn gia đình kiệt quệ kinh tế nên ba của Trinh phải đi bán vé số, làm xe ôm, phụ việc nhà, lúc đó Trinh vừa tròn 6 tháng tuổi. Vì thế, Trinh đã lớn lên bằng 1 tay cha ruột nuôi nấng, chăm sóc. Sau khi cha cô gà trống nuôi cô cho đến năm 1996 thì cô làm mai Nguyễn Thị Phương cho ba mình. Từ đó, cô có thêm người mẹ kế.
Đã có mẹ nhưng cuộc sống gia đình vẫn chưa vượt qua giai đoạn "khó khăn". Chính vì điều đó mà sau này lớn lên, cô đã ý thức được sự tự lập, chăm chỉ làm ăn tích cóp để gửi tiền về cho gia đình. Cô cùng anh chị em lên Sài Gòn học pha chế tại một quán bida. Tại đây, cô gặp được bầu "Vũ Khắc Tiệp" và bắt đầu hành trình để trở thành "Nữ hoàng nội y". Vào giai đoạn đầu Ngọc Trinh tham gia những chương trình sắc đẹp danh giá, tiếp đến là các chương trường người mẫu, quảng cáo. Cho đến năm 2011, hình tượng "Nữ hoàng nội y" của Ngọc Trinh hình thành dần. Cô sở hữu chiều cao 1m68 cùng với số đo 85 - 58 - 91, Trinh gia nhập làng thời trang Việt từ năm 15 tuổi. Lúc 16 tuổi, cô giành được giải ở một số cuộc thi sắc đẹp.

## Sự nghiệp
Ngọc Trinh đã bắt đầu tham gia vào các hoạt động thời trang ở Việt Nam từ năm 16 tuổi. Vào năm 16 tuổi, cô đã tham gia cuộc thi Hoa hậu Trang sức và giành được ngôi vị Á hậu 1. Năm 2005, Ngọc Trinh tham dự Siêu mẫu Việt Nam 2005 và đoạt giải "Siêu mẫu ăn ảnh". Năm 2007, khi 18 tuổi cô tham gia cuộc thi Người đẹp thời trang Bình Dương và giành chiến thắng.
Ngọc Trinh trở lại làng giải trí Việt Nam vào đầu năm 2011, ngay lập tức thu hút sự chú ý của giới truyền thông với hình thể đẹp, vóc dáng nuột nà và làn da mềm mại đến khó tin khi tung bộ ảnh bikini chụp tại bể bơi. Năm 2011 cũng là một năm thành công đối với Ngọc Trinh khi cô đoạt giải Hoa hậu trong cuộc thi nhan sắc Hoa hậu Việt Nam quốc tế được tổ chức tại Long Beach, California, Hoa Kỳ. Từ năm 2009 đến năm 2019, cô thường xuyên tham gia chương trình biểu diễn thời trang Đêm hội chân dài và là gương mặt quan trọng không thể thiếu của chương trình này. Năm 2016, cô tham gia đêm chung kết Hoa hậu Hàn Quốc 2016 với vai trò khách mời đặc biệt.
Bên cạnh vai trò là người mẫu, Ngọc Trinh còn thử sức mình với vai trò diễn viên. Khi mới bước vào nghề, cô không thực sự thành công với Vòng eo 56 (2016) và sau đó cô có sự tiến bộ vượt bậc ở Vu quy đại náo (2018). Năm 2019, cô đại diện cho đất nước tham dự liên hoan phim Cannes. và tham gia diễn xuất trong Chị mẹ học yêu (2021). Năm 2023, sự đột phá về lối diễn xuất của cô đã được công nhận khi cô đóng chính cùng với Minh Hằng trong Chị chị em em 2, bộ phim tạo ra một "cơn sốt" phòng vé bên cạnh Nhà bà Nữ của Trấn Thành. Ngoài hoạt động nghệ thuật, Ngọc Trinh còn là một nữ doanh nhân trẻ từ năm 2012. Cô hiện đang sở hữu một nhãn hàng thời trang, một hãng mỹ phẩm, một dịch vụ spa tại thành phố Hồ Chí Minh và cô còn đầu tư vào lĩnh vực bất động sản.

## Chương trình biểu diễn
| Năm  | Chương trình biểu diễn             | Bộ sưu tập                             | Nhà thiết kế                                                  | Vị trí              |
| ---- | ---------------------------------- | -------------------------------------- | ------------------------------------------------------------- | ------------------- |
| 2007 | Duyên dáng Việt Nam                |                                        |                                                               |                     |
| 2009 | Đêm hội chân dài 3                 | Secret of the night (Bí ẩn đêm)        |                                                               | Catwalk             |
| 2010 | Đêm hội chân dài 4                 | Shining in style (Tỏa sáng phong cách) | Thương hiệu Kenzo, Chung Thanh Phong, Quỳnh Paris và Hoàng Hả | Center              |
| 2011 | Đêm hội chân dài 5                 | Venusian night                         | Thương hiệu Bốn mùa, Cory Trần và Just Cavalli                | Center & Vedette    |
| 2012 | Đêm hội chân dài 6                 | Fashionnista                           | Minh Tú                                                       | Center & Vedette    |
| 2013 | Đêm hội chân dài 7                 | Gotham dream                           | Kiki Phan và Minh Tú                                          | First face          |
| 2013 | Đỗ Mạnh Cường Show - Le Jardin     | Le Jardin                              | Đỗ Mạnh Cường                                                 | Catwalk             |
| 2013 | Phong cách & Cuộc sống             |                                        |                                                               | Vedette             |
| 2014 | Đêm hội chân dài 8                 | Milky Way                              | Hà Nhật Tiến                                                  | Khách mời           |
| 2015 | Đêm hội chân dài 9                 | New Era (Kỷ nguyên mới)                | Chung Thanh Phong                                             | Center              |
| 2016 | Đêm hội chân dài 10                | Big Bang                               | Thương hiệu MAS, Đỗ Long                                      | Center & First Face |
| 2017 | Vietnam International Fashion Week | Amphetamin (Chất gây nghiện)           | Đỗ Long                                                       | First face          |
| 2017 | Đêm hội chân dài 11                | Berlin - Germany                       | Đỗ Long                                                       | Center & Vedette    |
| 2018 | Vietnam International Fashion Week | Nhan sắc Á Đông                        | Bảo Bảo                                                       | Vedette             |
| 2018 | Đỗ Long Show - Into The Dark       | Into The Dark                          | Đỗ Long                                                       | First face          |
| 2019 | Ivy Moda Show - Manifesto          | Manifesto (Giải phóng cái tôi cá nhân) | Đến từ các nhà thiết kế của Ivy Moda                          | Vedette             |
| 2019 | Vietnam International Fashion Week | Vu quy                                 | Bảo Bảo                                                       | Center & Vedette    |
| 2019 | Đêm hội chân dài 12                | Đêm hội chân dài cuối cùng             | Đỗ Long và Hoàng Minh Hà                                      | Center & Vedette    |
| 2020 | Vietnam International Fashion Week | Minh Tinh                              | Bảo Bảo                                                       | Vedette             |

## Danh sách phim

### Diễn xuất
| Năm  | Tên phim            | Thể loại         | Vai diễn   | Tham khảo |
| ---- | ------------------- | ---------------- | ---------- | --------- |
| 2013 | Hoàng tử vai Lọ Lem | Phim điện ảnh    | Cameo      | [ 18 ]    |
| 2016 | Vòng eo 56          | Phim điện ảnh    | Ngọc Trinh | [ 19 ]    |
| 2017 | Giải mã NT56        | Phim ngắn        | Ngọc Trinh | [ 20 ]    |
| 2019 | Vu quy đại náo      | Phim điện ảnh    | Trang      | [ 21 ]    |
| 2021 | Chị mẹ học yêu      | Phim truyền hình | Băng Di    | [ 22 ]    |
| 2021 | Em Là Của Em        | Phim điện ảnh    | Cameo      | _         |
| 2022 | Duyên Ma            | Phim điện ảnh    | Ngọc       | _         |
| 2023 | Chị chị em em 2     | Phim điện ảnh    | Tư Nhị     | [ 23 ]    |
| 2024 | Chị Dâu             | Phim điện ảnh    | Út Như     | _         |

### MV ca nhạc
- Đắng 2016 (OST Giải mã NT56)[24]
- Tuyệt sắc giai nhân 2016[25]
- Người yêu tôi không có gì để mặc - Trinh thề là Trinh không có gì để mặc 2020[26]
- Ta yêu nhau đi 2021 (Official Animation Video)[27]
- Chị mẹ học yêu 2022 (OST Chị mẹ học yêu)[28]

### Chương trình truyền hình

#### Gameshow
- Tam sao thất bản 2008: Người chơi[29]
- Bước nhảy Hoàn Vũ 2016: Khách mời[30]
- Kỳ phùng địch thủ 2016: MC[31]
- Sao hoả sao kim 2020: Khách mời[32]

#### Talkshow
- Cafe sáng cuối tuần với VTV3 2016[33]
- Saostar quá giang 2017[34]
- Đẹp vô cực 2019[35]
- Cô Trinh Trà Vinh 2022 (Talkshow của Ngọc Trinh)[36]
- Chuyện làm gái 2022 (Talkshow của Ngọc Trinh)[37]

## Đời tư

### Tranh cãi
Vừa bước chân vào nghề, Ngọc Trinh đã vướng phải scandal và bị tước danh hiệu "Hoa hậu dạ hội" trong cuộc thi "Nữ hoàng trang sức năm 2007" vì chưa hoàn thiện hồ sơ. Đến năm 2011, những hình ảnh thác loạn tại vũ trường, clip khoe hàng hiệu và mác "chân dài não ngắn" thật sự là sự đả kích lớn cho cô và gia đình. Ngoài ra, cô bị cộng đồng mạng chỉ trích do có những phát ngôn gây sốc như "Không tiền cạp đất mà ăn" và "Nhan sắc quyết định tất cả". Ngọc Trinh còn bị chỉ trích vì những lần "hở bạo" công khai trên mạng. Tháng 12 năm 2016, nhiều trang tin tức báo chí đã đưa thông tin rằng Hoàng Kiều là người yêu mới của cô. Hai người chêch lệch nhau tới 45 tuổi. Chỉ sau 3 tháng, hai người đã chính thức chia tay.
Vào ngày 4 tháng 10 năm 2020, Ngọc Trinh đã đăng lên trang cá nhân hình ảnh một đôi giày cao gót. Tuy nhiên lần này, phần gót của đôi giày Ngọc Trinh đăng tải lại gây chú ý bởi có hình của bộ phận sinh dục nam. Cũng trong ngày 26 tháng 10 năm 2020, Ngọc Trinh đã chia sẻ đoạn clip ngắn trên TikTok ghi lại cảnh cô "đâm sầm" vào ăn trái chuối trên tay của Vũ Khắc Tiệp trong vai một chàng trai lạ mặt. Dù đây chỉ là một 1 clip mang tính chất vui vẻ, tuy nhiên, cả hai sau đó đã nhận phải nhiều ý kiến chỉ trích từ người xem.
Cuối tháng 3 năm 2021, "Nữ hoàng nội y" Ngọc Trinh trình báo mất bộ sưu tập đồng hồ trị giá 13 tỉ đồng. Tuy nhiên, cô lại không cung cấp được bằng chứng một cách rõ ràng và cụ thể. Sự việc sau đó cũng được người đẹp lắng xuống một cách bất ngờ. Có nhiều nghi ngờ cho rằng sự việc hoàn toàn không có thật mà do sự sắp đặt của cô để đánh bóng tên tuổi. Tháng 4 năm 2021, cô bất ngờ nhận phải sự tố cáo từ phía nam ca sĩ Nathan Lee khi cho rằng cô là một người "sống ảo", "thích khoe khoang", "sống dựa vào tiền đại gia, "bán thân", v.v.. Tháng 5 năm 2021, Ngọc Trinh đã bị cho là người "tiếp tay lừa đảo" khi đăng loạt các bài đăng quảng cáo về FXT Token và đồng Dogecoin được coi là các dịch vụ "kinh doanh đa cấp lừa đảo". Các bài đăng này sau đó đã bị xóa trên trang Facebook cá nhân của cô.

### Vụ án hình sự
Vào ngày 19 tháng 10 năm 2023, Công an Thành phố Hồ Chí Minh đã ra quyết định khởi tố vụ án hình sự và bắt tạm giam Trần Thị Ngọc Trinh về tội gây rối trật tự công cộng theo điều 318 Bộ Luật hình sự 2015. Ngày 20 tháng 10, Công an Thành phố Hồ Chí Minh đã mở rộng điều tra, qua đó khởi tố và bắt tạm giam ông Trần Xuân Đông về tội gây rối trật tự công cộng (điều 318) và tội Sử dụng tài liệu giả của cơ quan tổ chức (điều 341).
Ngày 6 tháng 1 năm 2024, Công an Thành phố Hồ Chí Minh đã ban hành kết luận điều tra và đề nghị truy tố Ngọc Trinh cùng Trần Xuân Đông. Theo kết luận điều tra, Ngọc Trinh chưa có bằng lái xe A2 nhưng đã cùng Trần Xuân Đông tổ chức, thực hiện hành vi điều khiển mô tô phân khối lớn với các động tác nguy hiểm, phản cảm và quay video đăng tải lên mạng xã hội. Ngày 15 tháng 1, Viện kiểm sát nhân dân thành phố Hồ Chí Minh đã hoàn tất cáo trạng truy tố và chuyển hồ sơ sang tòa án nhân dân cùng cấp để xét xử Ngọc Trinh và Trần Xuân Đông.
Ngày 02 tháng 02 năm 2024, phiên tòa xét xử Ngọc Trinh cùng Trần Xuân Đông đã diễn ra. Ê kíp của Ngọc Trinh cũng được triệu tập đến tòa án. Tại tòa, Ngọc Trinh khai nhận thấy trên đường có nhiều người tập như mình nên nghĩ đó là sân tập chứ không cố ý vi phạm pháp luật, đồng thời quay video đăng lên mạng chỉ để lưu giữ kỷ niệm. Sau 4 giờ xét xử, Tòa án nhân dân TP Hồ Chí Minh tuyên bị cáo Ngọc Trinh 1 năm tù nhưng cho hưởng án treo, và tuyên phạt bị cáo Trần Xuân Đông 1 năm 6 tháng tù giam (1 năm tù về tội "gây rối trật tự công cộng" và 6 tháng tù về tội "sử dụng tài liệu giả của cơ quan, tổ chức").

## Giải thưởng
- Giải Người đẹp ăn ảnh tại cuộc thi Siêu mẫu Việt Nam 2005[59]
- Hoa khôi Người đẹp thời trang Bình Dương 2007[59]
- Á hậu 1 Hoa hậu Trang sức 2007[59]
- Giải Hoa khôi Thời trang tại cuộc thi Hoa hậu trang sức 2007[59]
- Giải Hoa hậu Dạ hội tại cuộc thi Hoa hậu Trang sức 2007[59]
- Hoa hậu Quốc tế Việt Nam 2011[59]
- Giải Người đẹp Áo tắm tại Hoa hậu Quốc tế Việt Nam 2011[59]
- Giải Người đẹp Á châu tại Hoa hậu Quốc tế Việt Nam 2011[59]
- Nữ hoàng đêm tiệc 2011 tại Đêm hội chân dài 8[60]